# Código Civil de Uruguay
El Código Civil de Uruguay fue redactado por Tristán Narvaja sobre un proyecto de Eduardo Acevedo.
El 20 de marzo de 1866 el Poder Ejecutivo designa una Comisión integrada, entre otros, por Narvaja, a bien de que proceda "a la revisación del proyecto de Código civil del doctor don Eduardo Acevedo y
corregido por Tristán Narvaja, presentando a la brevedad posible sus trabajos concluidos para su examen y correspondiente aprobación y promulgación".
La Comisión comienza a
trabajar el primero de julio de 1866 y concluye sus trabajos en noviembre del año siguiente.
Presentado el proyecto se lo aprueba el 23 de enero de 1868 y comienza a regir el primero de enero de 1869.
En 1995 fue puesto al día incorporándole las modificaciones legislativas posteriores.

## Características
Como méritos del proyecto realizado por Eduardo Acevedo puede señalarse: la creación y organización del Registro Civil, que secularizaba el matrimonio dándole rango de institución civil, secularizaba y reglamentaba el juicio de divorcio, admitiendo el divorcio por mutuo consentimiento y el por la sola voluntad de la mujer, contenía normativa sobre la sucesión y disposiciones que permitieron la evolución de la jurisprudencia uruguaya en el sentido de las modernas concepciones jurídicas. Como críticas más importantes se señala el mantenimiento de los institutos de muerte civil y de prisión por deudas.
El Código vino a reemplazar todas las leyes y costumbres que hasta entonces no se habían regido sobre las materias que forman el objeto de dicho código y comprendían todo el Derecho privado, a excepción del derecho mercantil que ya tenía su código y a todas las disposiciones de carácter común que no habían pasado a formar parte integrante de otra disciplina jurídica.
Contiene disposiciones que tratan de la promulgación, eficacia, derogación e interpretación de las leyes y del Derecho Internacional Privado. Dichas disposiciones no son privativas del Derecho Civil y es por ello que algunos juzgan que no debió habérselas incorporado al Código.
En el resto de sus disposiciones regula las materias que constituyen, el contenido básico del Derecho Privado, es decir: las personas, su condición y estado; la familia, en su aspecto personal y patrimonial; la atribución y el tráfico de bienes.

## Estructura
Respecto a su estructura, el Código consta de un Título Preliminar “De las leyes” y cuatro libros: 
- I) “De las personas”,
- II) “De los bienes y del dominio de propiedad”,
- III) “De los modos de adquirir el dominio”,
- IV) “De las Obligaciones”,

Además, tiene un Título Final y un apéndice al Título Final que se agregó en 1941, que contiene disposiciones de derecho internacional privado que ofrecen soluciones de conflicto de leyes en caso de que no haya tratado con los demás países involucrados en un caso. Los libros se subdividen en títulos, capítulos y secciones.